# Brooksville (Florida)
Brooksville es una ciudad ubicada en el condado de Hernando en el estado estadounidense de Florida. En el Censo de 2010 tenía una población de 7719 habitantes y una densidad poblacional de 272,7 personas por km².

## Geografía
Brooksville se encuentra ubicada en las coordenadas 28°30′49″N 82°24′21″O / 28.51361, -82.40583. Según la Oficina del Censo de los Estados Unidos, Brooksville tiene una superficie total de 28.31 km², de la cual 28.05 km² corresponden a tierra firme y (0.9%) 0.25 km² es agua.

## Demografía
Según el censo de 2010, había 7719 personas residiendo en Brooksville. La densidad de población era de 272,7 hab./km². De los 7719 habitantes, Brooksville estaba compuesto por el 76.94% blancos, el 17.96% eran afroamericanos, el 0.39% eran amerindios, el 0.92% eran asiáticos, el 0.08% eran isleños del Pacífico, el 1.63% eran de otras razas y el 2.09% pertenecían a dos o más razas. Del total de la población el 6.59% eran hispanos o latinos de cualquier raza.